# Берр-Оук (Канзас)
Берр-Оук (англ. Burr Oak) — місто (англ. city) в США, в окрузі Джуелл штату Канзас. Населення — 140 осіб (2020).

## Географія
Берр-Оук розташований за координатами 39°52′13″ пн. ш. 98°18′21″ зх. д. / 39.87028° пн. ш. 98.30583° зх. д. (39.870347, -98.305708).  За даними Бюро перепису населення США в 2010 році місто мало площу 2,16 км², з яких 2,15 км² — суходіл та 0,01 км² — водойми.

## Демографія
Згідно з переписом 2010 року, у місті мешкали 174 особи в 93 домогосподарствах у складі 50 родин. Густота населення становила 80 осіб/км².  Було 144 помешкання (67/км²).
Расовий склад населення:
| - 98,3 % — білих - 0,6 % — корінних американців |

До двох чи більше рас належало 1,1 %. Частка іспаномовних становила 1,7 % від усіх жителів.
За віковим діапазоном населення розподілялося таким чином: 13,8 % — особи молодші 18 років, 58,6 % — особи у віці 18—64 років, 27,6 % — особи у віці 65 років та старші. Медіана віку мешканця становила 55,0 року. На 100 осіб жіночої статі у місті припадало 91,2 чоловіків;  на 100 жінок у віці від 18 років та старших — 92,3 чоловіків також старших 18 років.
Середній дохід на одне домашнє господарство  становив 42 396 доларів США (медіана — 36 250), а середній дохід на одну сім'ю — 48 258 доларів (медіана — 44 688). За межею бідності перебувало 8,4 % осіб, у тому числі 0,0 % дітей у віці до 18 років та 11,1 % осіб у віці 65 років та старших.
Цивільне працевлаштоване населення становило 97 осіб. Основні галузі зайнятості: сільське господарство, лісництво, риболовля — 22,7 %, освіта, охорона здоров'я та соціальна допомога — 21,6 %, роздрібна торгівля — 12,4 %, виробництво — 10,3 %.